# Trapezium
Trapezium (トラペジウム?) es una novela japonesa escrita por el entonces miembro de Nogizaka46, Kazumi Takayama. Inicialmente se serializó en el libro Da Vinci de Kadokawa Shoten y en la revista de noticias manga de abril de 2016 a agosto de 2018. Posteriormente, Kadokawa Shoten publicó la novela impresa con portada de Tae en noviembre de 2018.
Una adaptación cinematográfica de anime producida por CloverWorks se estrenó el 10 de mayo de 2024 en Japón.

## Sinopsis
Yū Azuma, una estudiante de primer año de secundaria, vive su vida en la escuela secundaria imponiéndose cuatro reglas para convertirse en una idol.
Se establece cuatro reglas: "No usar redes sociales", "Nunca tengas novio", "No destaques en la escuela" y "Haz amistad con chicas hermosas del norte, sur, este y oeste".
Después de hacer el arduo trabajo, Azuma finalmente se hace amiga de las idols de todo el país..

## Personajes
Yū Higashi (東ゆう Higashi Yū?)
 Seiyū: Asaki Yuikawa
Kurumi Taiga (大河くるみ Taiga Kurumi?)
 Seiyū: Hina Yōmiya
Ranko Katori (華鳥蘭子 Katori Ranko?)
 Seiyū: Reina Ueda
Mika Kamei (亀井美嘉 Kamei Mika?)
 Seiyū: Haruka Aikawa
Shinji Kudō (工藤真司 Kudō Shinji?)
 Seiyū: Shōya Kimata (JO1)
Moka Koga (古賀萌香 Koga Moka?)
 Seiyū: Yurika Kubo
Sachi Mizuno (水野サチ Mizuno Sachi?)
 Seiyū: Hina Kino
Shūichi Itami (伊丹秀一 Itami Shūichi?)
 Seiyū: Teruyoshi Uchimura

## Contenido de la obra

### Película de anime
El 12 de diciembre de 2023 se anunció una adaptación cinematográfica de anime. La película está producida por CloverWorks, dirigida por Masahiro Shinohara y supervisada por Koji Masunari, con guiones escritos por Yūko Kakihara, diseños de personajes de Rio y música compuesta por Masaru Yokoyama.
Se estrenó en Japón el 10 de mayo de 2024. El tema principal de la película, "Nanmonai", está producido por MAISONdes e interpretado por Hoshimachi Suisei, mientras que el tema final, "Hōi Jishin", está interpretado por Asaki Yuikawa, Hina Yomiya, Reina Ueda y Haruka Aikawa.
Crunchyroll escogió la película para estrenarla en cines de Norteamérica durante un día el 18 de septiembre de 2024, y en Francia y Alemania el 19 y el 26 de noviembre respectivamente, antes de agregarlo a su servicio de transmisión el 28 de febrero de 2025 a nivel mundial. Sugoi Co licenció la película para estrenarla en Australia a partir del 26 de septiembre de 2024.